# Елиза Ригаудо
Елиза Ригаудо (итал. Elisa Rigaudo; Кунео, 17. јуна 1980) је италијанска атлетичарка која се такмичи у дисциплинама ходања.
Године 2003. на Европско првенство у атлетици на отвореном 2003. за У-23 у Амстердаму, Ригаудо осваја прво место. Први успех у сениорској конкуренцији постигла је на Европском првенству 2006. у Гетеборгу освајањем трећег места. На Олимпијским играма 2008. у Пекинг, освојила је такође бронзану медаљу поправивши свој лични рекорд на 1:27:12 сати. 
Ригаудо је висока 1,69 метара и тешка 56 кг.

## Значајнији резултати
| Год. | Такмичење                    | Место                                     | Плас. | Рез.       |                |
| ---- | ---------------------------- | ----------------------------------------- | ----- | ---------- | -------------- |
| 1998 | Светско јуниорско првенство  | Анси, Француска                           | 7.    | 22:07,21   | 5.000 м ходање |
| 1999 | Европско јуниорско првенство | Рига, Летонија                            | 6.    | 22:17.68   | 5.000 м ходање |
| 2001 | Европско првенство — У-23    | Амстердам, Холандија                      |       | 1:29:54    | 20 км          |
| 2001 | Универзијада                 | Пекинг, Кина                              | –     | НЗ         | 10 км          |
| 2002 | Светски куп у брзом ходању   | Торино, Италија                           | 16.   | 1:33,38    | 20 км          |
| 2003 | Европски куп у брзом ходању  | Чебоксари, Русија                         | 13.   | 1:31:18    | 20 км          |
| 2003 | Европски куп у брзом ходању  | Чебоксари, Русија                         |       | 27 бодова  | 20 км екипно   |
| 2003 | Светско првенство            | Париз, Француска                          | 10.   | 1:30:34    | 20 км          |
| 2004 | Олимпијске игре              | Атина, Грчка                              | 6     | 1:29:57    | 20 км          |
| 2004 | Светски куп у брзом ходању   | Наумбург, Немачка                         | 5.    | 1:27:49 ЛР | 20 км          |
| 2005 | Европски куп у брзом ходању  | Мишколц, Мађарска                         |       | 1:29:26    | 20 км          |
| 2005 | Европски куп у брзом ходању  | Мишколц, Мађарска                         |       | 27 бодова  | 20 км екипно   |
| 2005 | Светско првенство            | Хелсинки, Финска                          | 7     | 1:29:52    | 20 км          |
| 2005 | Медитеранске игре            | Алмерија, Шпанија                         |       | 1:32:44    | 20 км          |
| 2006 | Европско првенство           | Гетеборг, Шведска                         |       | 1:28:37    | 20 км          |
| 2006 | Светски куп у брзом ходању   | Ла Коруња, Шпанија                        | 10    | 1:29:37    | 20 км          |
| 2007 | Европски куп у брзом ходању  | Ројал Лемингтон Спа, Уједињено Краљевство | 4.    | 1:29:15    | 20 км          |
| 2007 | Светско првенство            | Осака, Јапан                              | НЗ    | 20 км      | 20 км          |
| 2008 | Олимпијске игре              | Пекинг, Кина                              |       | 1:27,22    | 20 км          |
| 2008 | Светски куп у брзом ходању   | Чебоксари, Русија                         | 20.   | 1:32,38    | 20 км          |
| 2009 | Светско првенство            | Берлин, Немачка                           | 9.    | 1:31,52    | 20 км          |
| 2011 | Европски куп у брзом ходању  | Ољао, Португалија                         |       | 1:30:55    | 20 км          |
| 2011 | Светско првенство            | Тегу, Јужна Кореја                        | 9.    | 1:30,44    | 20 км          |
| 2012 | Светски куп у брзом ходању   | Саранск, Русија                           | 7.    | 1:31:25    | 20 км          |
| 2012 | Олимпијске игре              | Лондон, Уједињено Краљевство              | 7.    | 1:27:36    | 20 км          |
| 2013 | Европски куп у брзом ходању  | Дудинце, Словачка                         | —     | НЗ         | 20 км          |
| 2013 | Светско првенство            | Москва, Русија                            | 5.    | 1:28,41    | 20 км          |
| 2015 | Европски куп у брзом ходању  | Мурсија, Шпанија                          | 8.    | 1:28:01    | 20 км          |
| 2015 | Европски куп у брзом ходању  | Мурсија, Шпанија                          |       | 30 бодова  | 20 км екипно   |
| 2015 | Светско првенство            | Пекинг, Кина                              | —     | ДИСК.      | 20 км          |

## Лични рекорди у ходању
На отвореном:
- 3.000 м — 12:28,92 7. јун 2002. Фиренца, Италија
- 5.000 м — 20:56.01 12. јун 2011. Мондови
- 10.000 м — 42:29.06 27. април 2013. Асколи Пичено, Италија
- 10 км — 42:33 19. април 2009. Пескара, Италија
- 15 км — 1:10:03 3. март 2002. Виторио Венето, Италија
- 20 км — 1:27:12 21. август 2008. Пекинг, Кина

У дворани:
- 3.000 м — 11,57 21. фебруар 2004. Ђенова, Италија